# Instituto de Pesquisas Econômicas da Universidade de Munique

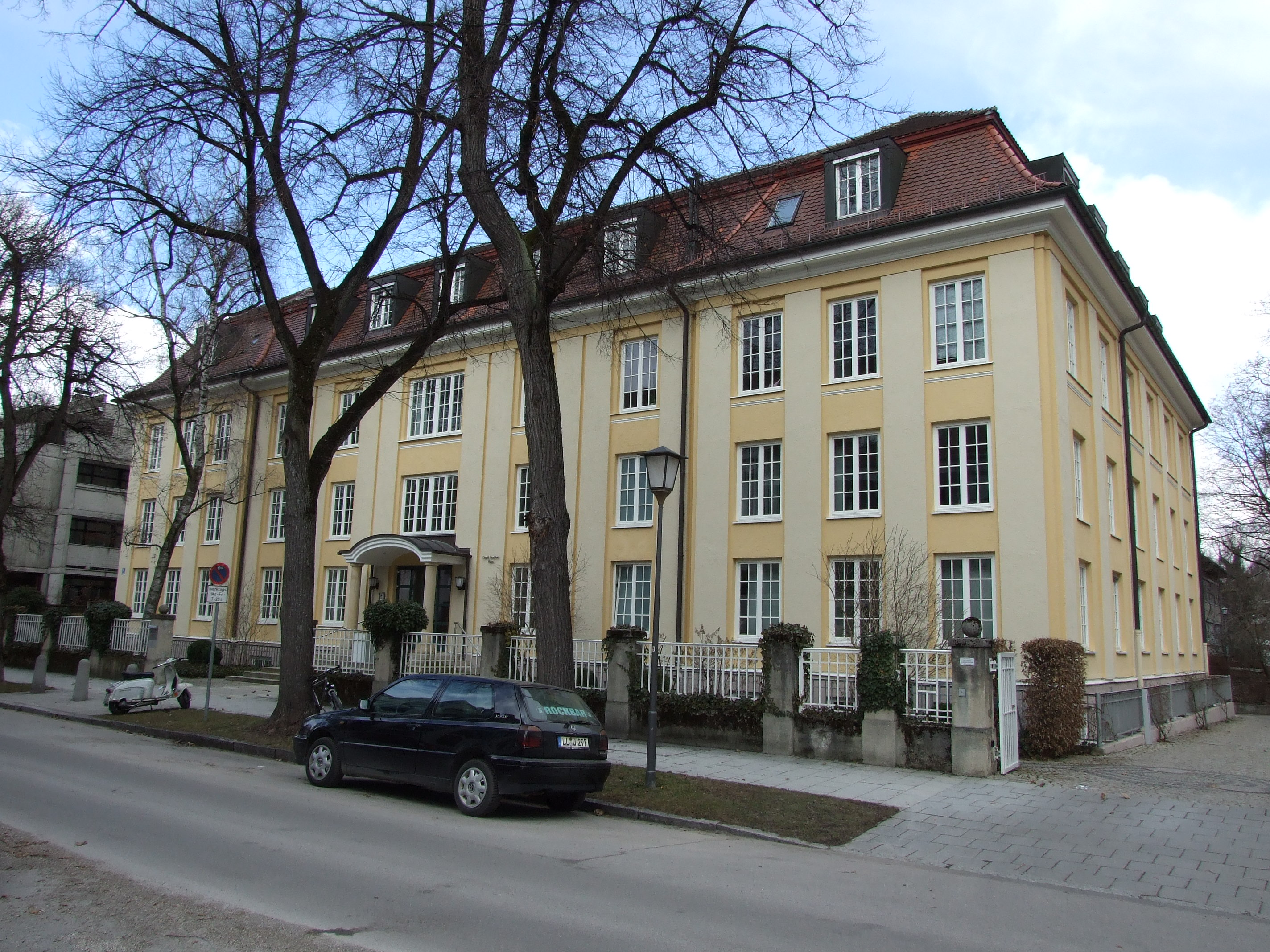
O edifício principal do instituto de Ifo, em Munique.

O Instituto de Pesquisa Econômica (Ifo) é uma instituição de pesquisa sediada em Munique .  Ifo é um acrônimo de I nformation (informação) e Fo rschung (pesquisa).  Analisa a política econômica e é amplamente conhecido por seu Ifo Business Climate Index mensal para a Alemanha.  Sua produção de pesquisa é significativa: cerca de um quarto dos artigos publicados por institutos de pesquisa alemães em periódicos internacionais de economia em 2006 eram de pesquisadores do Ifo.  De acordo com o ranking Frankfurter Allgemeine Zeitung, é também o instituto de pesquisa econômica mais influente da Alemanha.

## Missão
De acordo com seus estatutos, o objetivo do Ifo é realizar pesquisa empírica nos campos da economia e ciências sociais, e fornecer dados, informações e resultados de pesquisa em economia e política econômica.  Os resultados do trabalho da Ifo são disponibilizados ao público em geral e devem - de acordo com os estatutos da Ifo - apoiar a tomada de decisões na academia, negócios, política e administração.

## História
O Ifo foi fundado em 1949 como I nformations- und Fo rschungsstelle (ramo Ifo - Information and Research) für Wirtschaftsbeobachtung (para monitoramento econômico) com fundos do Ministério do Interior da Baviera.  Em 1993, o Ifo abriu uma filial em Dresden para analisar a integração econômica de ambas as partes da Alemanha reunificada.  Sob a presidência de Hans-Werner Sinn, Ifo tornou-se um Instituto "na" Universidade de Munique (LMU), que se refletiu em seu nome expandido (que foi alterado para "Instituto de Pesquisa Econômica da Universidade de Munique") e sua estreita cooperação com o Centro de Estudos Econômicos (CES), também liderado pelo Sinn.

## Relatório sobre a economia alemã
O Ifo participa da análise conjunta semestral (primavera e outono) do estado da economia alemã e mundial, o chamado Gemeinschaftsdiagnose.